# Sveta Uršula
Sveta Uršula (njem. Heilige Ursula von Köln) je kršćanska mučenica koja se slavi kao svetica u Rimokatoličkoj Crkvi. 

## Životopis
Uršula je bila rimsko-britanska princeza koju je Dionot, kralj Dumnonije, poslao u Armoriku (današnja Bretanja) kako bi se udala za paganskog kralja Conana Meriadoca. Oluja je, međutim, brodove skrenula s puta i natjerala da pristanu u udaljenoj galskoj luci, a što je Uršula iskoristila priliku da bi umjesto braka krenula na veliko kršćansko hodočašće. Put ju je doveo u Koloniju Agripinu (današnji Köln u Njemačkoj) nedugo prije nego što će taj grad opsjesti i zauzeti Huni. Uršuli je tada odrubljena glava zajedno s 11.000 mladih djevica. 

## Štovanje
U crkvi sv. Uršule u Kolnu nalazi se natpis koji potječe iz 4. ili 5. stoljeća dakle još iz doba seobe naroda, a koji nas obavještava da je neki čovjek po imenu Clematius na tom mjestu, gdje su djevice pretrpjele mučeničku smrt, njima u čast umjesto spaljena i razorena poganska svetišta podigao crkvu. U 16. stoljeću sv. Anđela Merici je osnovala red Uršulinki. Kristofor Kolumbo je Djevičanske otoke nazvao u počast Svetoj Uršuli. 
Zaštitnica je grada Kolna, a u prošlosti je bila zaštitnica studenske mladeži u Beču, Coimbri i Parizu. Uz Uršulu se štuju i njezine prijateljice: Priska, Eugenija, Grata, Cecilija i Verena.

## Vanjske poveznice
- Sveta Uršula, sa stranice hrvatskih uršulinki
- (engl.) Catholic Encyclopedia
- (tal.) Sant' Orsola e compagne